# Махендра
Махе́ндра Бир Бикра́м Шах Дев (непальск. महेन्द्र वीर विक्रम शाह; 11 июня 1920 — 31 января 1972) — девятый король Непала с 1955 по 1972 год. Из династии Шах, почитавшийся жителями страны как «Строитель Непала» за создание многих объектов инфраструктуры и памятников. Фельдмаршал Королевской Непальской армии (2 мая 1956) и британский фельдмаршал (17 октября 1962).
Махендра, как ярый националист, стремился уменьшить влияние Индии в Непале. При нём Непал порвал с мировой изоляцией, вступив в 1955 году в ООН. В 1960 году он возглавил переворот, в ходе которого распустил правительство, арестовал других политических лидеров, приостановил действие конституции, запретил политические партии и установил автократический королевский режим. 
Король Махендра, правивший до 1972 года, ввел систему Панчаята, которая управляла страной в течение 28 лет вплоть до введения многопартийной демократии в 1990 году. В период его правления Непал пережил время индустриальных, политических и экономических перемен, что впервые открыло страну для остального мира после 104-летнего правления династии Рана, которая поддерживала изоляционистскую политику вплоть до её окончания в 1951 году.

## Биография

### Ранние годы

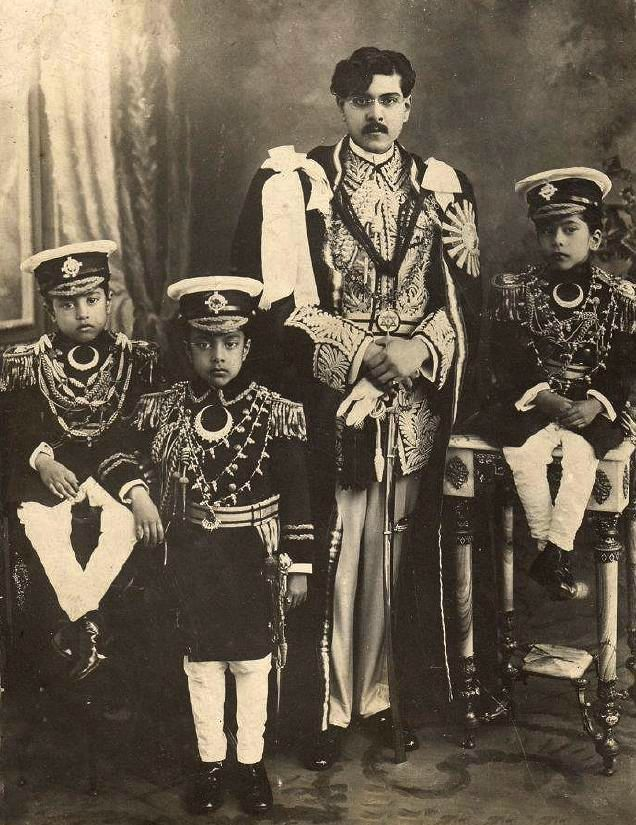
Король Трибхуван с сыновьями (Махендра старший).

Махендра родился 11 июня 1920 года во дворце Нараянхити в семье короля Трибхувана и королевы Канти. Он был старшим сыном короля Трибхувана. Во времена династии Рана власть короля была сведена к роли номинального лидера, и, несмотря на то, что Трибхуван формально считался королём с 1911 года, королевская семья фактически находилась в плену во дворце Нараянхити с момента возвышения влиятельной династии Рана.
Хотя король Махендра не имел формального образования, он получил частное обучение во дворце, изучая политику, экономику, непальскую литературу, историю и культуру.
В детстве у него были тайные отношения с Гитой Гурунг, но из-за её статуса наложницы он не мог жениться на ней. Впоследствии семья Махендры приняла решение выдать её замуж за представителя другой королевской семьи. В 1940 году Махендра женился на Индре Раджья Лакшми, внучке Джуддхи Шамшер Джанг Бахадура Раны и дочери генерала Хари Шамшера Джанг Бахадура Раны. У короля было трое сыновей — Бирендра, Гьянендра и Дхирендра — и три дочери — Шанти, Шарада и Шобха. Его первая жена, кронпринцесса Индра, скончалась в 1950 году.
В 1951 году король Трибхуван начал успешное политическое движение против династии Рана, которая фактически управляла Непалом с 1846 года, сводя роль королевской семьи к номинальной. Революция 1951 года при поддержке Индии вернула короне абсолютную власть и утвердила Непал как конституционную монархию, закрепленную Временной конституцией. Однако Махендра был недоволен ограничением полномочий монархии, введённым этой конституцией, поскольку она снижала традиционные права короля после отстранения династии Рана.
После смерти своей первой жены, Индры Раджья Лакшми, в 1950 году, тогдашний принц Махендра вступил в романтические отношения с её младшей сестрой, Ратной Раджья Лакшми Деви. Однако король Трибхуван настойчиво препятствовал этому браку, так как стремился ограничить связи с родом Рана, к которому принадлежала семья его невесты, особенно с кланом Шамшер, из-за давних обид и политического конфликта. Принц Махендра испытывал давление со стороны отца, который хотел, чтобы его сын женился на девушке по своему выбору.
Несмотря на сопротивление Трибхувана, в 1952 году Махендра женился на Ратне Раджья Лакшми Деви. Этот брак ухудшил отношения между отцом и сыном. Пара не имела детей, поскольку Махендра поставил условие, что личная жизнь не должна мешать его государственным обязанностям, и королева Ратна согласилась остаться бездетной.

## Правление
Он стал королём Непала, наследовав трон после смерти короля Трибхувана. Его восхождение на престол произошло 13 марта 1955 года, однако официальная коронация состоялась лишь 2 мая 1956 года в связи с годичным трауром, объявленным после кончины отца. 
После вступления на престол Махендра стремился усилить власть монархии, и решительно выступил за уничтожение демократических элементов в своем правительстве. Первые выборы в Непале состоялись в 1959 году, но в следующем году король принял прямой личный контроль, быстро распустил парламент и запретил политические партии. Махендра заявил, что он «не допустит, чтобы страна оказалась в руинах во имя демократии».

### Кабинет Танка Прасада Ачария
27 января 1956 года король Махендра назначил Танка Прасада Ачария премьер-министром Непала. В период его руководства был запущен первый пятилетний план развития страны. Также при нём были учреждены Непал Растра банк и Верховный суд Непала.  Период премьерства Ачария считается «золотым веком» внешней политики Непала: помимо установления дипломатических отношений со многими странами, правительство смогло наладить тесные связи с правительством Китая. Так, 7 октября 1956 года Китай предоставил Непалу экономическую помощь в размере 60 миллионов рупий.
 Танка Прасад Ачария ушёл в отставку с поста премьер-министра в июле 1957 года.

### Кабинет Кунвара Индерджита Сингха
Кунвар Индерджит Сингх был назначен премьер-министром королём Махендрой в июле 1957 года. В его кабинет входил министр образования Лакшмипрасад Девкота. Его пребывание на посту в основном было посвящено попыткам подавить своих собственных врагов. В мае 1958 года он был заменён правительством под руководством Субарна Шамшера Раны. По словам генерала Нары Шумшера Джанга Бахадура Раны, он был уволен королём Махендрой, потому что пытался организовать переворот против короля и свести его к роли «марионеточного короля», как это было во времена Рана.

### Конституция Королевства Непал 1959 года
Король Махендра обнародовал конституцию в 1959 году, чтобы направить страну к парламентской системе. На основе королевского заявления от 1 февраля 1958 года 27 марта 1958 года была сформирована Комиссия по разработке конституции для перехода страны к парламентской системе. На основе проекта, подготовленного Комиссией по разработке конституции, 12 февраля 1959 года королём была объявлена Конституция Доминиона Непал.
Статьи 73 и 75 вступили в силу 12 февраля 1959 года, а остальные статьи — с 17 июня 1959 года. В этом законе, предусматривающем двухпалатную систему, нижняя палата называлась Палатой представителей, а верхняя — Генеральной ассамблеей. В Палате представителей было 109 членов, избираемых от 109 избирательных округов, в то время как в Генеральной ассамблее было 36 членов, из которых 18 избирались, а 18 назначались. Кандидаты в Палату представителей должны были быть не моложе 25 лет, а в Генеральную ассамблею — не моложе 30 лет. Право голоса предоставлялось по достижении 21 года. Конституция впервые предусматривала создание Комиссии по государственной службе, в которой треть членов не должна была занимать государственные должности в течение последних 5 лет. Впервые была также предусмотрена должность Генерального аудитора, тогда как Комиссия по выборам не была учреждена. Конституция признала непальский язык официальным языком, а деванагари — официальной письменностью страны. Выборы 1959 года проводились в соответствии с этой конституцией.

### Всеобщие выборы 1959 года
Для избрания 109 депутатов в Палату представителей, нижнюю палату парламента Непала, были проведены первые демократические выборы, которые длились 45 дней. Выборы состоялись в соответствии с Конституцией Королевства Непал. Партия Непальский конгресс получила две трети голосов и стала крупнейшей партией по итогам выборов.

### Совет министров Бишвешвара Прасада Койралы
Непальский конгресс, одержавший победу на выборах, избрал президента партии Бишвешвара Прасада Койралу лидером парламентской фракции и предложил его кандидатуру на пост премьер-министра Непала. Б. П. Койрала принял присягу перед королём. Первое заседание Палаты представителей прошло 1 июля.

### Дворцовый переворот и восстановление абсолютной монархии (1960)
В отличие от своего отца, Махендра не поддерживал парламентской демократии. 15 декабря 1960 года король Махендра, используя свои чрезвычайные полномочия, взял управление государством в свои руки, обвинив правительство Конгресса в поощрении коррупции, приоритете партийных интересов над национальными и неспособности обеспечить законность и порядок. Он приостановил действие конституции, распустил избранный парламент, отправил в отставку кабинет министров,   ввёл прямое правление и заключил в тюрьму тогдашнего премьер-министра Бишвешвара Коиралу и его соратников.  Король воссоздал традиционную систему управления в форме панчаятов — иерархической системы, объединявшей касту, храмовую организацию и сельский кооператив.
5 января 1961 года были запрещены все политические партии и профсоюзы.  Вместо запрещённых партий были образованы контролируемые из центра организации: крестьянская, рабочая, молодёжная, женская, бывших военнослужащих и детская.
В 1962 году Махендра ввёл новую конституцию, окончательно утвердившую вместо парламентской системы четырёхступенчатую панчаятную структуру органов управления. Король получил право назначать министров и других высших должностных лиц вплоть до губернаторов дистриктов, формировать Государственный совет (консультативный орган при короле), назначать членов Верховного суда.
Для подъёма экономики Махендра инициировал земельную реформу, направленную на облегчение бремени земледельцев (в большинстве своём — мелких арендаторов). Консультациями и полевыми исследованиями в рамках программы помощи реформе занимались специалисты американского фонда Форда, в том числе идеолог аграрных реформ в Японии и Тайване Вольф Ладежинский. В 1962 году он написал Махендре отчёт, в котором заключил, что иностранная помощь является бесполезным жестом, если она не будет сопровождаться земельной реформойa. Махендра ещё в сентябре 1955 года заявил о необходимости проведения ряда аграрных мероприятий, но радикальных шагов в этом направлении не было предпринято.

## Внешняя политика

### Непал между Индией и КНР

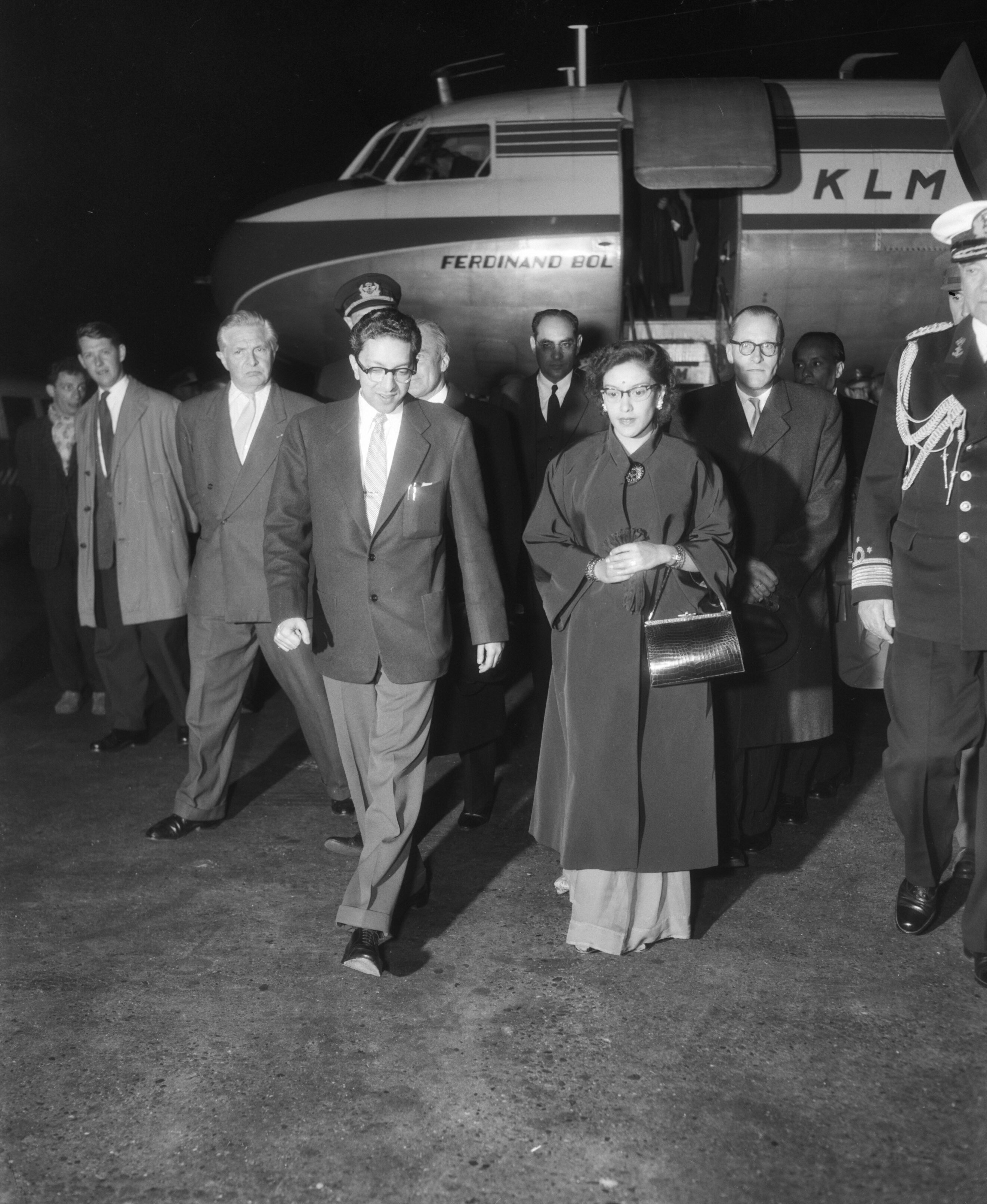
Король Махендра с супругой во время визита в Нидерланды, 1958 год.

Во внешней политике Непал придерживался политики позитивного нейтралитета, укрепления дружбы со всеми странами, в первую очередь со своими большими соседями — Индией и Китаем.
После образования Китайской Народной Республики китайская сторона жёстко критиковала Дели за агрессивную политику по отношению к Непалу. В частности, в статье «Жэньминь жибао» от 26 ноября 1949 года «Два тяжких преступления Неру» индийский лидер Дж. Неру обвинялся, например, в том, что отправил непальскую армию гуркхов для подавления малайской революции, чтобы помочь английским палачам. Пекин не устраивало, что Индия пыталась всячески предотвратить возможное возрастание влияния КНР в Непале.

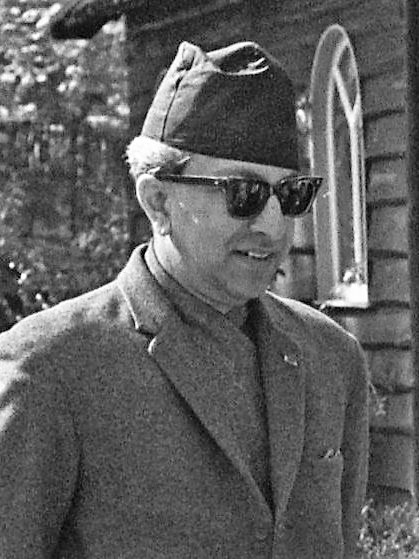
Король Махендра в 1960-е годы.

Поначалу и сам Китай проводил не очень дружественную политику по отношению к Непалу. Это объясняется объявлением непальским правительством вне закона Коммунистической партии Непала. Пекин предоставил лидеру оппозиции К. И. Сингху политическое убежище в Тибете, и китайская сторона игнорировала запросы Катманду о его экстрадиции. Кроме этого, сближению Пекина и Катманду препятствовало то, что между Индией и Непалом были установлены достаточно тесные отношения в сфере безопасности. Так, вторая статья индийско-непальского договора 1950 года обязывала обе стороны информировать друг друга о любом факте вмешательстве третьей стороны, способном ухудшить индийско-непальские отношения.
В октябре 1966 года король Махендра посетил с государственным визитом Францию.
Имел следующие почётные воинские звания: 1 января 1953 года удостоен почётного чина генерал-майора, а 1 мая 1956 — генерала индийской армии. 2 мая 1956 получил почётный чин полного генерала британской армии, а 17 октября 1960 — чин британского фельдмаршала. В 1970 году получил почётный чин пакистанского фельдмаршала.
После смерти ему наследовал сын Бирендра.